# Karel von Hohenzollern-Sigmaringen (1785–1853)

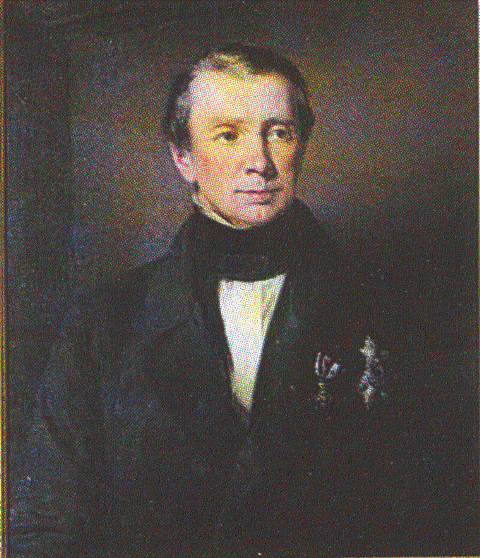
Kníže Karl von Hohenzollern-Sigmaringen

Karl Anton Friedrich Meinrad Fidelis von Hohenzollern-Sigmaringen (20. února 1785, Sigmaringen – 11. března 1853, Bologna) byl v letech 1831–1848 kníže von Hohenzollern-Sigmaringen.

## Biografie

### Původ, mládí
Karel se narodil jako druhý (avšak jediný přeživší) syn knížete Antona Aloyse von Hohenzollern-Sigmaringen (1762–1831) z jeho manželství s Amalií Zephyrinou (1760–1841), dcerou knížete Philippa Josepha von Salm-Kyrburg. Jeho matka považovala život v malém provinčním Sigmaringen, kam přišla v roce 1784, za „„nesnesitelně stísňující““ a deset týdnů po porodu svého druhého (v podstatě však jediného) syna zanechala dítě v Sigmaringen a převlečená za muže prchla nejprve ke svému bratrovi do Kirnu a posléze do Paříže, kde strávila větší část svého života. Zde zabránila mediatizaci hohenzollernských knížectví. Svého jediného syna hodlala oženit co nejlépe a za změněné politické situace po francouzské revoluci a po nástupu Napoleona na francouzský trůn se nejvýhodnější jevilo spojení s Napoleonovou rodinou; naplánovala tedy sňatek Karla s neteří Caroliny Bonaparte, nejmladší sestry Napoleonovy.

### Manželství, potomci
Plány se podařilo dovést k úspěšnému konci a Karel, který platil za spíše ostýchavého, se tedy oženil 4. února roku 1808 v Paříži s Antoinette (1793–1847), o osm let mladší dcerou Pierre Murata, bratra neapolského krále Joachima Murata, Napoleonova maršála a švagra (manžela jeho nejmladší sestry Caroline). Nerovný sňatek byl pruským panovnickým domem smluvně uznán, aby děti z něho vzešlé byly legitimizovány.
Z tohoto manželství se narodily čtyři děti – syn a tři dcery:
- Karolina (1810–1885)

∞ 1. 1839 hrabě Friedrich Franz Anton von Hohenzollern-Hechingen (1790–1847)
∞ 2. 1850 Johann Stäger von Waldburg (1822–1882)
- Karel Anton (1811–1885), kníže von Hohenzollern-Sigmaringen, pruský ministerský předseda

∞ 1834 princezna Josefína Bádenská (1813–1900)
- Amálie Antoinette (1815–1841)

∞ 1835 princ Eduard von Sachsen-Altenburg (1804–1852)
- Frederika (1820–1906)

∞ 1844 markýz Gioacchino Napoleone Pepoli (1825–1881)
Po smrti své první manželky (v roce 1847) se Karel 14. března roku 1848 v Kupferzell oženil podruhé, a to s Kateřinou (1817–1893), dcerou knížete Karla Albrechta von Hohenlohe-Waldenburg-Schillingsfürst a vdovou po hraběti Franzi Erwinovi von Ingelheim.

### Kníže
Polních tažení napoleonských válek se účastnil Karel jako příslušník francouzské armády a často byl v osobních službách Napoleonových, roku 1813 však přešel na stranu spojenců.

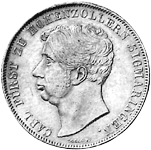
Karel kníže zu Hohenzollern-Sigmaringen

Roku 1831 po smrti svého otce se stal knížetem von Hohenzollern-Sigmaringen, již předtím však se významně účastnil vládních záležitostí. Roku 1833 svolal ustavující zemský sněm a vyhlásil přitom ústavu jako zemský zákon knížectví. Roku 1838 povolal Ludwiga Hasenpfluga do čela vnitřní správy knížectví. Založil zemskou nemocnici a nechal postavit veřejné budovy na Leopoldově náměstí (Leopoldplatz) v Sigmaringen (dnes sídlo Hohenzollernské zemské banky).
Karlovou zásluhou bylo také zrušení nevolnictví, založení Antonovy a Karlovy ulice v Sigmaringen a řady dalších staveb. Byl považován za velmi sečtělého a vedl korespondenci s významným vědcem Alexandrem von Humboldtem.
Za revolučních událostí v roce 1848 odstoupil Karel 25. srpna z trůnu knížectví ve prospěch svého liberálně vzdělaného a liberálně smýšlejícího syna Karla Antona.
Zemřel 20. února roku 1785 v Bologni na cestě do Říma.